# Ted Demme
Edward „Ted“ Demme (* 26. Oktober 1963 in New York City, New York; † 13. Januar 2002 in Santa Monica, Kalifornien) war ein US-amerikanischer Regisseur.

## Leben
Demme begann seine Karriere als Produktionsassistent beim Musiksender MTV. Gemeinsam mit seinem Onkel, dem Regisseur Jonathan Demme (1944–2017), war er für das Musikvideo zu Bruce Springsteens Lied Streets of Philadelphia verantwortlich. Ab 1988 führte er Regie bei Yo! MTV Raps. In seiner kurzen Schaffenszeit arbeitete Demme häufig mit Denis Leary zusammen. Sein bekanntester Film war 2001 Blow mit Johnny Depp, Penélope Cruz und Franka Potente.
Ted Demme brach am 13. Januar 2002 nach einem für wohltätige Zwecke durchgeführten Prominenten-Basketballspiel zusammen und erlitt einen Herzinfarkt. Im Krankenhaus von Santa Monica konnte nur noch der Tod des 38-jährigen festgestellt werden. Bei einer späteren Autopsie wurden geringe Spuren von Kokain in seinem Blut gefunden. Da Demme verdickte Herzarterien und Übergewicht hatte, konnte nicht ausgeschlossen werden, dass die geringe Dosis Kokain auch eine Rolle bei dem Herzinfarkt spielte, der durch eine verstopfte Arterie ausgelöst wurde. Jedoch werteten die Gerichtsmediziner den Tod grundsätzlich als Unfall.

## Filmografie (Auswahl)
Regie
- 1987: Salt ’n’ Pepa – Push It (Musikvideo)
- 1988: Yo! MTV Raps (Fernsehserie)
- 1992: Denis Leary: No Cure for Cancer (Dokumentarfilm)
- 1992: The Bet (Kurzfilm)
- 1993: Who’s the Man?
- 1994, 1996: Homicide (Homicide: Life on the Street, Fernsehserie, 2 Episoden)
- 1994: Bruce Springsteen – Streets of Philadelphia (Musikvideo)
- 1994: No Panic – Gute Geiseln sind selten (The Ref)
- 1996: Beautiful Girls
- 1997: Gun – Kaliber 45 (Gun, Fernsehserie, 1 Episode)
- 1997: Subway Stories: Tales from the Underground
- 1997: Denis Leary: Lock ‘N Load (Dokumentarfilm)
- 1998: Monument Ave. (Snitch)
- 1998: Rounders (als Produzent)
- 1999: Lebenslänglich (Life)
- 1999: Action (Fernsehserie, 1 Episode)
- 2001: Blow
- 2003: A Decade Under the Influence (Dokumentarfilm)

Schauspieler
- 1997: Gun – Kaliber 45 (Gun, Fernsehserie, 1 Episode)
- 2000: King of B-Movies (The Independent)
- 2001: Blow
- 2002: John Q – Verzweifelte Wut (John Q)